# دهفول
دِهفول، یک روستا در بخش مرکزی شهرستان نهاوند است که در دهستان طریق‌الاسلام نهاوند واقع شده. دهفول ۳٬۵۸۲ نفر جمعیت دارد.
رضاطاهری  شاعر و  خالق کتاب خیال سبز برگ ازاهالی این روستا می باشد.